# Gnophodes parmeus
Gnophodes parmeus är en fjärilsart som beskrevs av Jean-Charles Chenu 1851/57. Gnophodes parmeus ingår i släktet Gnophodes och familjen praktfjärilar. Inga underarter finns listade i Catalogue of Life.